# 针尾维达雀
针尾维达雀（学名：Vidua macroura）是雀形目维达雀科的一种鸟类。

## 特征
针尾维达雀体重约15.74克，翼长约69毫米，喙宽度约4.3毫米，喙厚度约6.3毫米，嘴峰长约10.4毫米，跗蹠长约15.7毫米，成年雌性及非育種期之成年雄性尾长约47.3毫米，可育種期之成年雄性尾長達20厘米。
针尾维达雀是留鸟，栖息在灌木林，它们是植食性动物，主要以植物的种子或坚果为食。它们广泛分布在漠南非洲，北至毛里塔尼亚南部，东至厄立特里亚，南至南非；并被引入到加利福尼亚、佛罗里达和波多黎各。